# داليا السوداء (فلم)
داليا السوداء (بالإنجليزية: The Black Dahlia) هو فيلم جريمة تم إنتاجه في الولايات المتحدة وصدر في سنة 2006. الفيلم من إخراج براين دي بالما وهو من بطولة جوش هارتنت وسكارليت جوهانسون وآرون إيكهارت وهيلاري سوانك.

## القصة
قصة الشابة (أليزابيث شورت) المعروفة ب (داليا السوداء) التي ماتت عام 1947 في ظروف غامضة ووجدت جثتها ملقاة في لوس أنجلس بعد أن تم تشويهها بطريقة بشعة. ويستند الفيلم في نظرته لهذه الحادثة الحقيقية على رواية تحمل نفس الاسم كتبها الأمريكي (جيمس إلروي) ونشرها عام 1987، وقد اعتاد الصحفيون على إطلاق لقب ما على الجريمة بعد وفاة الشخص وخصوصاً في الجرائم الرهيبة، أو أن اسم الفيلم قد أطلق على (داليا الزرقاء) وهو أحد الأفلام التي تم إطلاقها بعد عدة أشهر من وقوع الجريمة في شهر أبريل من عام 1946 حيث تم العثور على الجثة مشوهة وتم فصل جسدها إلى نصفين من الخاصرة في يوم 15 يناير 1947 في حديقة «ليمريت» بلوس أنجليس/كالفورنيا. ولغز الجريمة التي لم تحلّ أصبح مصدر للتخمينات والشائعات مما أدى إلى وجود أكثر من مشتبه به وإلى إصدار العديد من الكتب والأفلام التي تبنت هذه الجريمة في واحدة من أقدم الجرائم التي لم تفك خيوطها في تاريخ لوس أنجليس.

## الممثلون والشخصيات
- جوش هارتنت
- سكارليت جوهانسون
- آرون إيكهارت
- هيلاري سوانك

## الميزانية والإيرادات
بلغت تكلفة إنتاج الفيلم حوالي 50,000,000 دولار بينما حقق أرباحا تقدر بـ 49,332,692 دولار.

## وصلات خارجية
- مقالات تستعمل روابط فنية بلا صلة مع ويكي بيانات

- الموقع الرسمي
- داليا السوداء في قاعدة بيانات السينما العالمية.
- داليا السوداء في موقع allmovie.
- داليا السوداء في موقع الطماطم الفاسدة.